# Wesmaelius majusculus
Wesmaelius majusculus là một loài côn trùng trong họ Hemerobiidae thuộc bộ Neuroptera. Loài này được Kimmins miêu tả năm 1959.